# La prima volta di Niky
La prima volta di Niky (Mini's First Time) è un film del 2006 scritto e diretto da Nick Guthe, con Nikki Reed, Alec Baldwin e Luke Wilson. Il film è stato distribuito in Italia dalla 20th Century Fox per il mercato home video.

## Trama
Niky Drogues è una ragazza spregiudicata e consapevole del proprio fascino, ossessionata dai piaceri forti e da nuove esperienze da assaporare per la prima volta. Inizia a lavorare come escort e il caso vuole che il suo secondo cliente sia proprio il suo patrigno Martin; dopo un attimo di smarrimento decide di sedurre il ricco patrigno, usandolo anche per i suoi scopi.
I due concepiscono un piano diabolico: far internare Diane, la madre alcolizzata di Niky. Così, utilizzando diversi meccanismi, cercano di ridicolizzarla ma ogni tentativo si rivela inutile. Decidono così di inscenare il suicidio della donna con un'overdose di farmaci, ma l'attenzione del detective John Garson si concentra sull'ipotesi che Niky e Martin abbiano ucciso la donna. Un vicino di casa invadente, Mike, ossessionato sessualmente da Niky, è il primo che scopre la relazione tra Niky e Martin, scattando loro delle foto, e perciò una sera Martin lo picchia a sangue fino a quando i poliziotti lo arrestano.
Niky va a trovarlo in carcere, dove gli confida che in realtà era stata lei a fare quelle foto e di aver fatto credere che ad avere ucciso Diane sia stato il solo Martin. Niky eredita quindi la fortuna della madre. Poco dopo, Niky tiene un discorso in occasione del suo diploma facendo un discorso simpatico sulla morte della madre. A sentire tutto, vi è anche il detective Garson, ancora sospettoso ma che però non può arrestare Niky perché nessuna prova dimostra che lei avesse ucciso la madre.

## Produzione
Kevin Spacey rifiutò di interpretare il ruolo che poi venne assegnato ad Alec Baldwin, tuttavia Spacey è stato tra i produttori di questo film.

## Riconoscimenti
- 2006 - Women Film Critics Circle Awards
  - Hall of Shame